# 六堡镇
六堡镇，是中华人民共和国广西壮族自治区梧州市苍梧县下辖的一个乡镇级行政单位。

## 行政区划
六堡镇下辖以下地区：
六堡社区、六堡村、哈口村、大中村、高枧村、梧桐村、大宁村、四柳村、理冲村、不倚村、塘坪村、公平村、山坪瑶族村、蚕村、普旺村、九城村和首溪村。

## 特产
六堡茶：中国地理标志产品。